# Marginellidae
Famille
Les Marginellidae sont une famille de mollusques gastéropodes de l'ordre des Neogastropoda.

## Taxonomie
La classification de la famille des Marginellidae a longtemps été confuse. De nombreux ouvrages populaires traitent encore tous les membres de cette famille sous le seul genre Marginella, en se basant principalement sur des similitudes superficielles de la coquille.
La confusion qui règne à ce sujet provient du fait que les classifications précédentes étaient plutôt fondées uniquement sur des caractères de la coquille. Bien qu'il existe de nombreux caractères pertinents pour différencier les coquilles dans ce groupe, ces caractères ont généralement été mal interprétés ou reconnus non significatifs. Les informations existantes sur les radula et sur l'anatomie externe et interne de ces mollusques étaient tellement dispersées dans la littérature scientifique qu'elles ne furent disponibles que récemment.

## Description
La coquille des Marginellidae est généralement petite, mais varie selon les espèces, de la taille minimale à la taille moyenne.
La couleur externe de la coque peut être blanche, crème, jaune, orange, rouge ou brune et peut être uniformément colorée ou tracée de différentes manières. La protoconque est multispiralée (paucispiral). La lèvre de la coque est épaissie et peut être lisse ou denticulée. Une varice externe peut être présente ou absente, une encoche siphonale peut être présente ou absente. La columelle peut avoir 2 à 6 plissures. L'opercule est absent dans cette famille.

## Genres
Selon World Register of Marine Species (23 octobre 2014) :
- genre Afrivoluta Tomlin, 1947
- genre Alaginella Laseron, 1957
- genre Austroginella Laseron, 1957
- genre Balanetta Jousseaume, 1875
- genre Bullata Jousseaume, 1875
- genre Caribeginella Espinosa & Ortea, 1998
- genre Closia Gray, 1857
- genre Cryptospira Hinds, 1844
- genre Dentimargo Cossmann, 1899
- genre Eratoidea Weinkauff, 1879
- genre Gibbacousteau Espinosa & Ortea, 2013
- genre Glabella Swainson, 1840
- genre Granulina Jousseaume, 1888
- genre Hyalina Schumacher, 1817
- genre Hydroginella Laseron, 1957
- genre Marginella Lamarck, 1799
- genre Marginellona Martens, 1904
- genre Marigordiella Espinosa & Ortea, 2010
- genre Mesoginella Laseron, 1957
- genre Ovaginella Laseron, 1957
- genre Paolaura Smriglio & Mariottini, 2001
- genre Protoginella Laseron, 1957
- genre Prunum Herrmannsen, 1852
- genre Pugnus Hedley, 1896
- genre Rivomarginella Brandt, 1968
- genre Serrata Jousseaume, 1875
- genre Tateshia Kosuge, 1986
- genre Volutella Swainson, 1829
- genre Volvarina Hinds, 1844

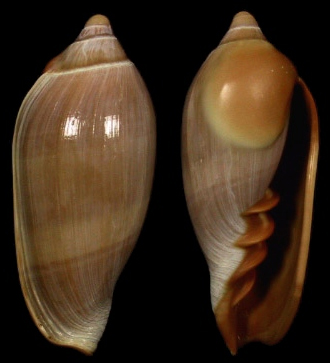
Afrivoluta pringlei
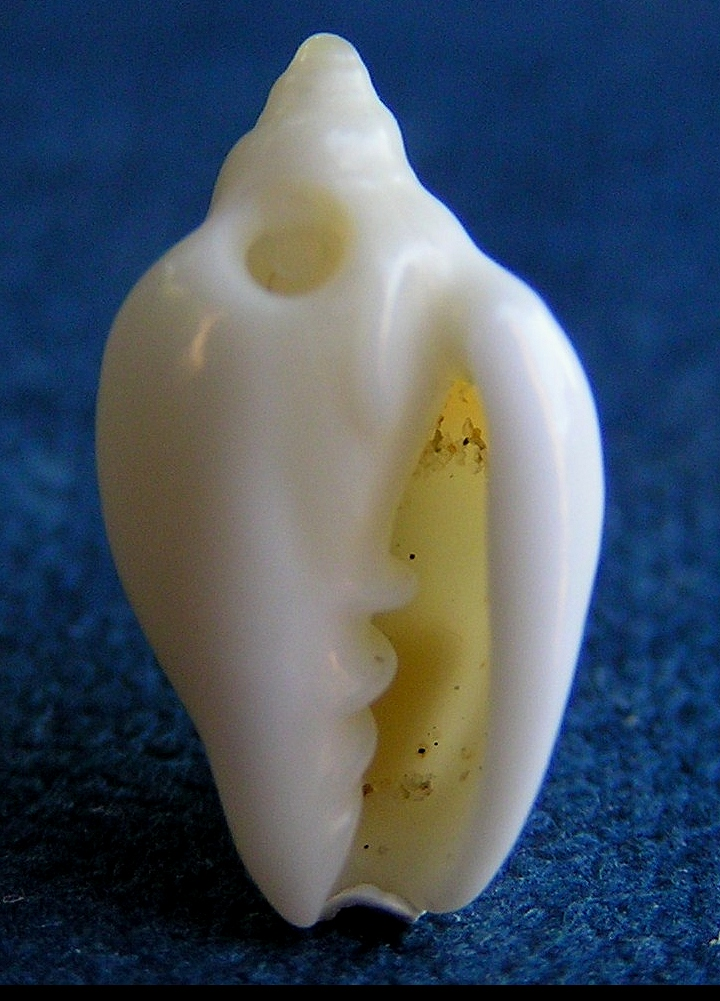
Austroginella tasmanica
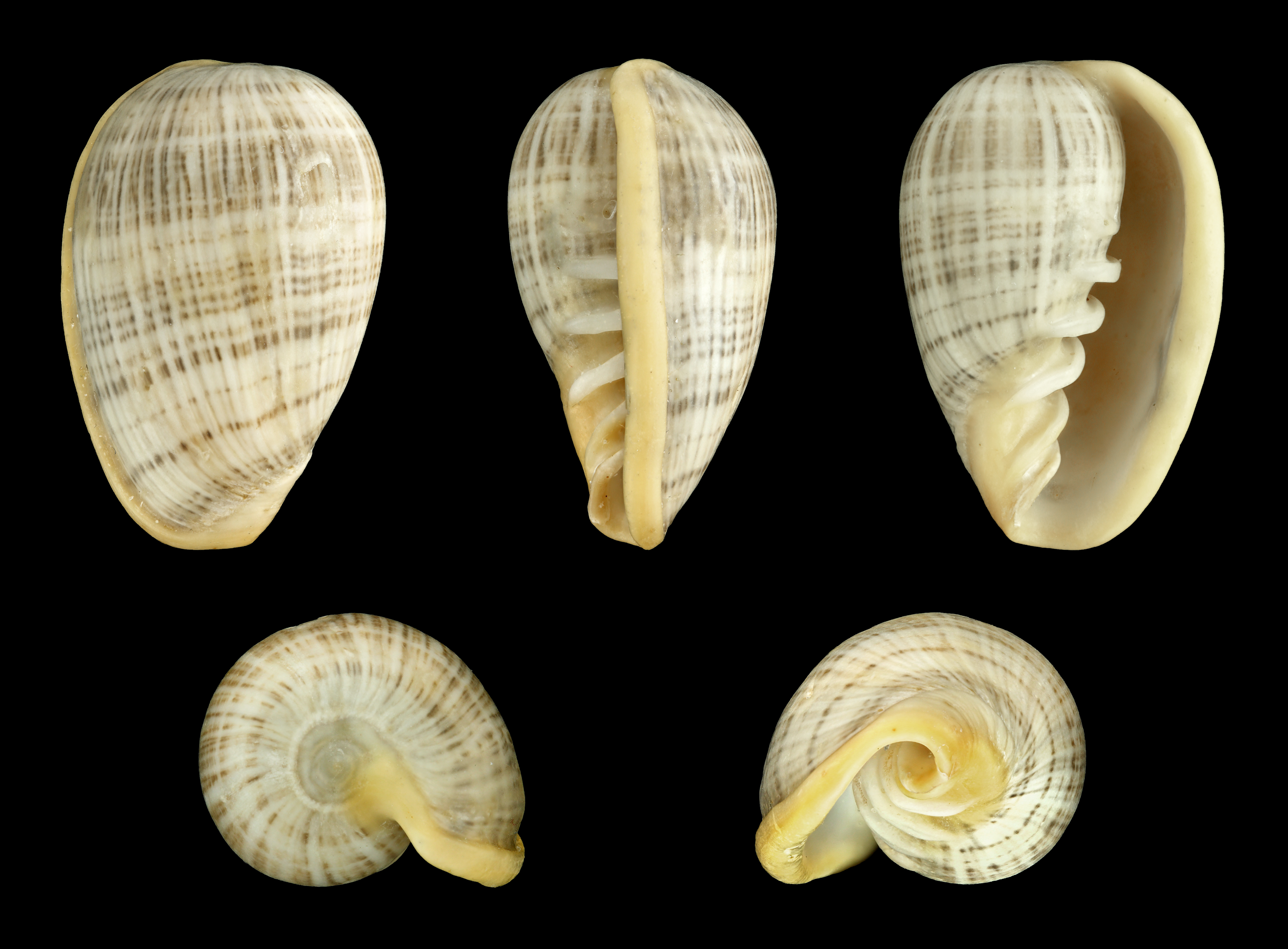
Cryptospira elegans
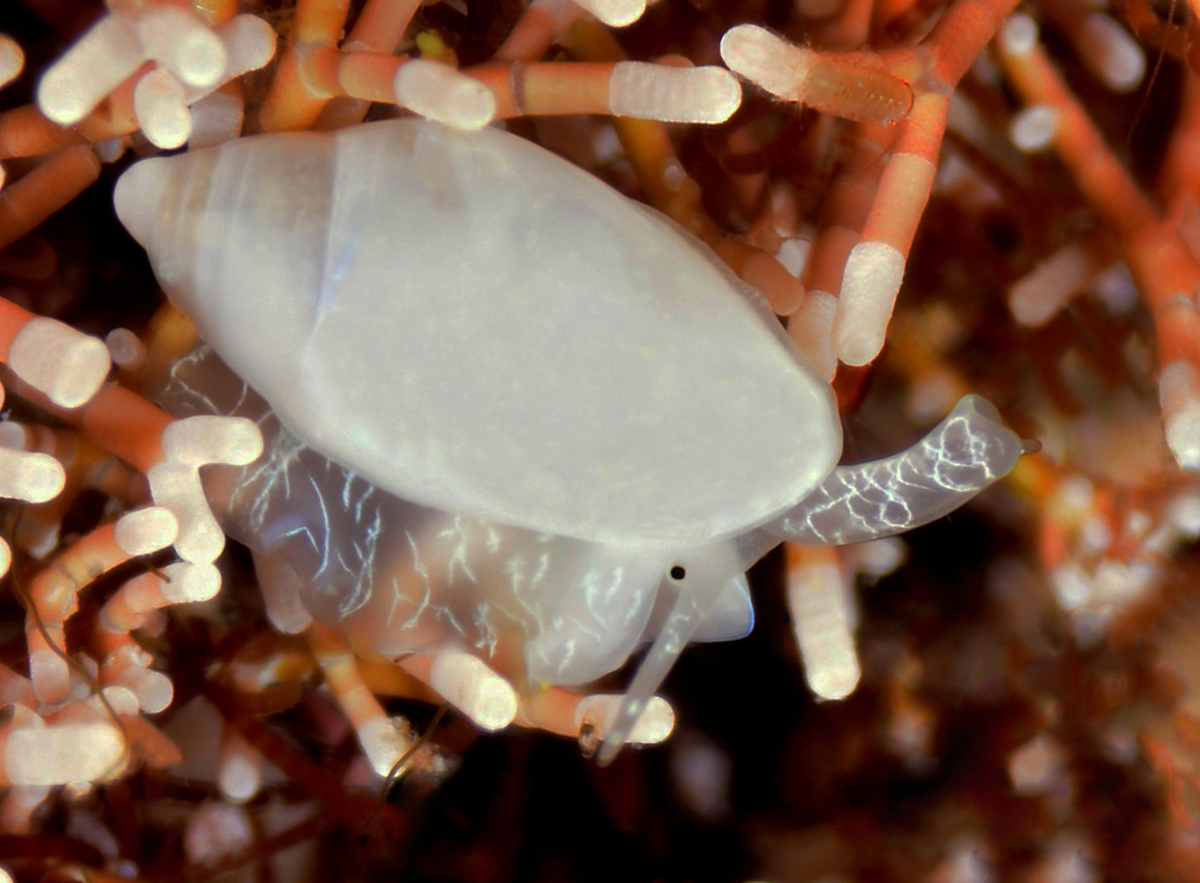
Dentimargo cf. pumila
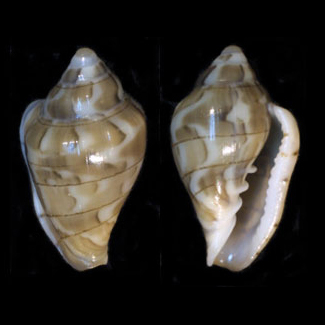
Glabella lucani
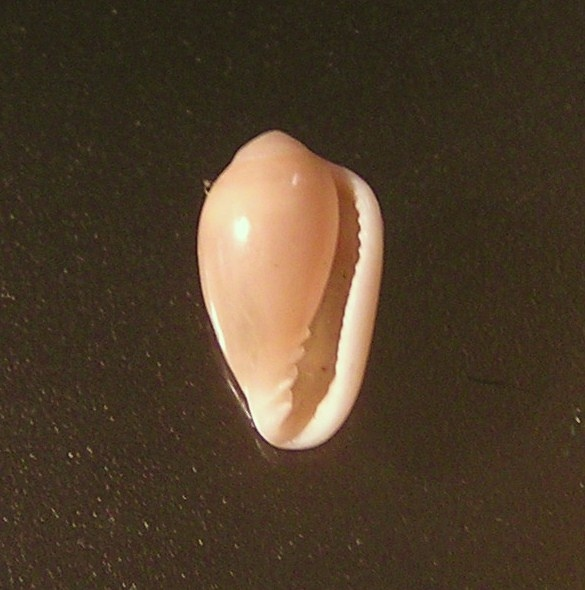
Hyalina keenii
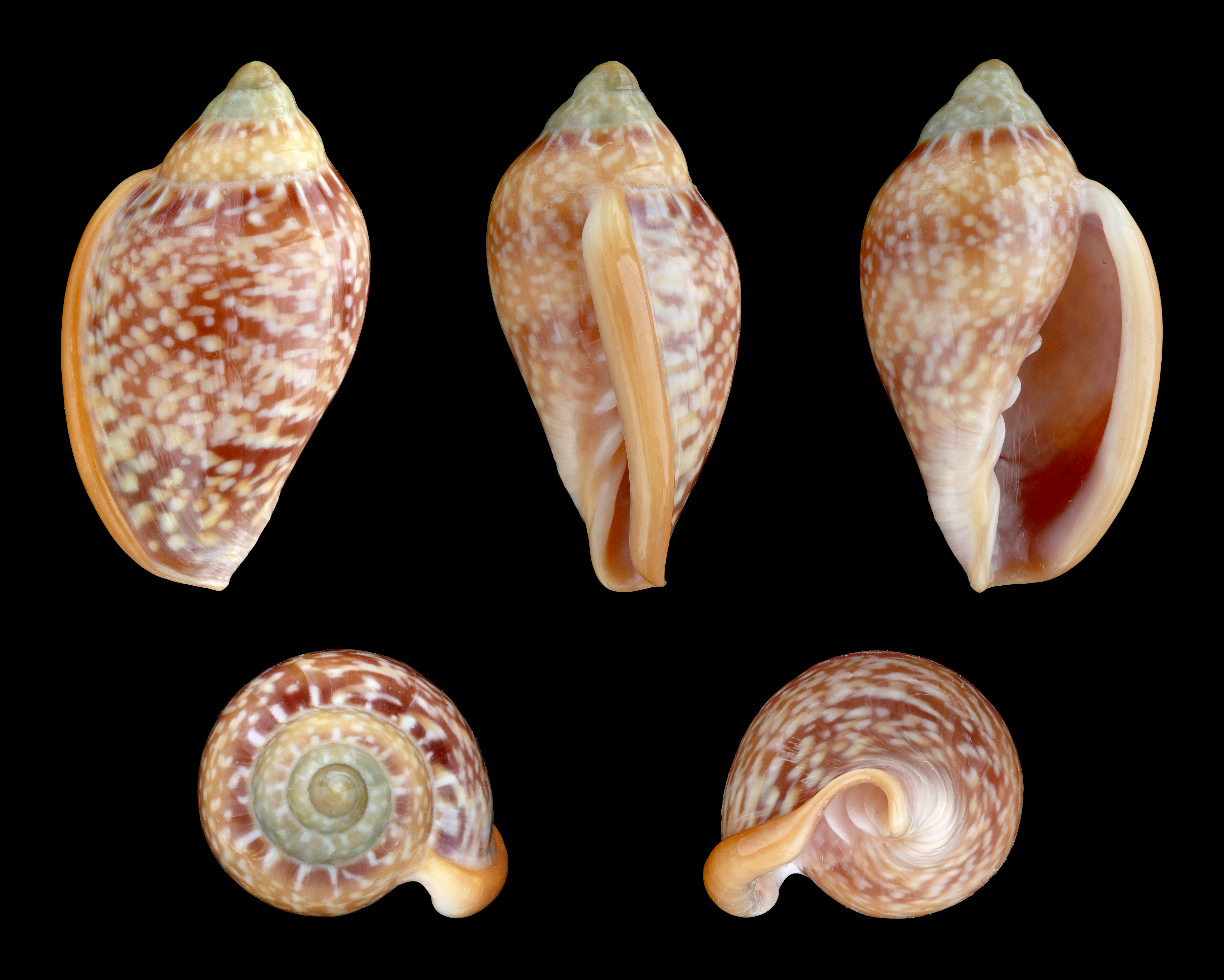
Marginella glabella
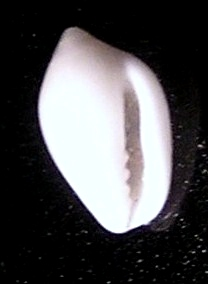
Mesoginella turbinata
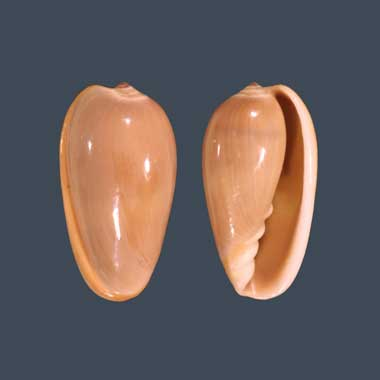
Prunum sp.
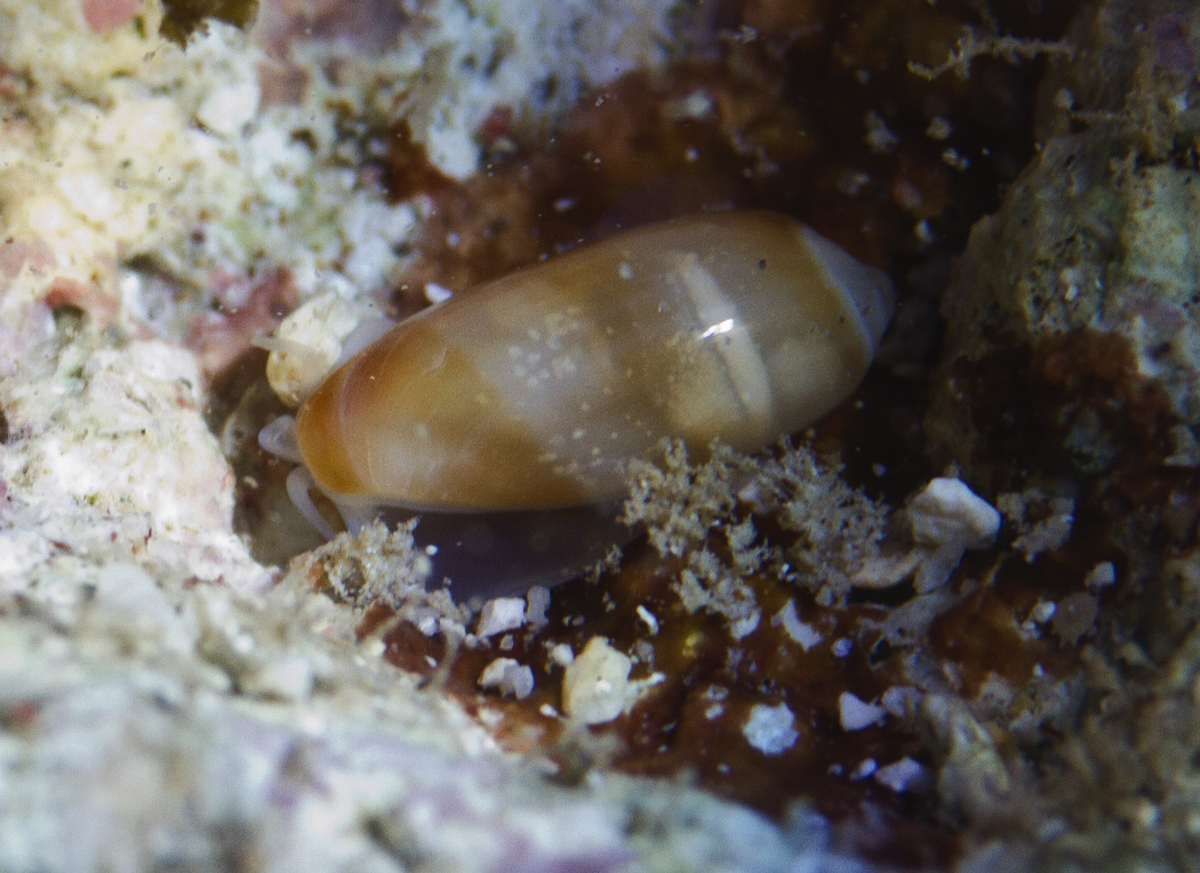
Serrata delessertiana
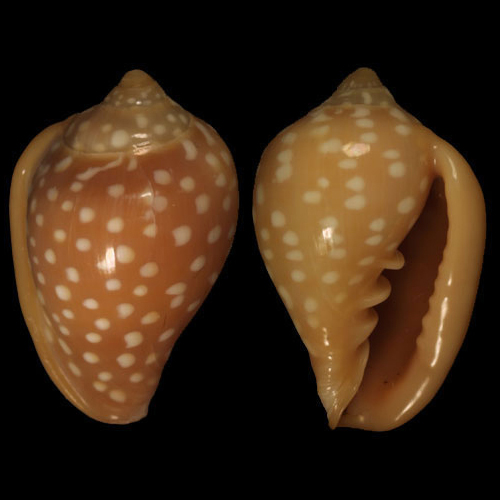
Marginella goodalli